# 孔子の教え
『孔子の教え』（こうしのおしえ、原題: 孔子）は、2009年の中国映画。
日本では2010東京・中国映画週間で『孔子』の邦題で上映された後、2011年に『孔子の教え』の邦題で劇場公開された。

## ストーリー
紀元前6世紀。周王朝は没落を迎えようとし、諸侯国が覇権を握ろうと血で血を争う戦いが繰り広げられていた。魯国の没落貴族の家庭に生まれ育った孔子は、乱世を憂い魯国に仕官した。己の欲せざるところ、人に施すなかれ。民のために因習の撤廃を進言し、自らが作り上げた政治思想を掲げた彼は、魯国に尊厳と希望をもたらしていった。義を見て為ざるは、勇なきなり。しかし、時代はまだ追いついていなかった。政治的陰謀に巻き込まれ、様々な障壁に阻まれた孔子は、その思想を実現するべく、多くの弟子を率いて、諸国を巡る旅に出た。朝に道を聞かば、夕べに死すとも可なり。それは14年にも及ぶ、生命を賭けた長い道のりの始まりだった。

## キャスト
- 孔子／孔丘：周潤發（チョウ・ユンファ）＜日本語吹替：土師孝也＞
- 南子：周迅（ジョウ・シュン）＜日本語吹替：本間詩織＞
- 季孫斯（中国語版）：陳建斌（チェン・ジエンビン）＜日本語吹替：谷昌樹＞
- 魯定公：姚魯（ヤオ・ルー）＜日本語吹替：徳本英一郎＞
- 公山不紐（中国語版）：張興哲（チャン・シンジェ）
- 顔回：任泉（レン・チュアン）＜日本語吹替：矢野正明＞
- 冉求：馬精武（マー・チンウー）
- 衛霊公：畢彦君（ビー・イエンチュン）
- 幵官：張凱麗（チャン・カイリー）＜日本語吹替：大福弓子＞
- 黎鉏（中国語版）：王絵春（ワン・フイチュン）
- 季孫肥（中国語版）：陸毅（ルー・イー）
- 子貢：闞金明（カン・ジンミン）
- 老子：許還山（シュイ・ホァンシャン）
- 公伯：馬勇＜日本語吹替：鈴木俊一＞

## スタッフ
- 監督：胡玫（フー・メイ）
- 製作：韓三平（ハン・サンピン）、岑建勲（ジョン・シャム）
- 脚本：陳汗（チェン・ハン）
- 撮影監督：鮑徳熹（ピーター・パウ）
- 音楽：趙季平（チャオ・チーピン）
- 主題歌：王菲（フェイ・ウォン）